# 야후! 코리아

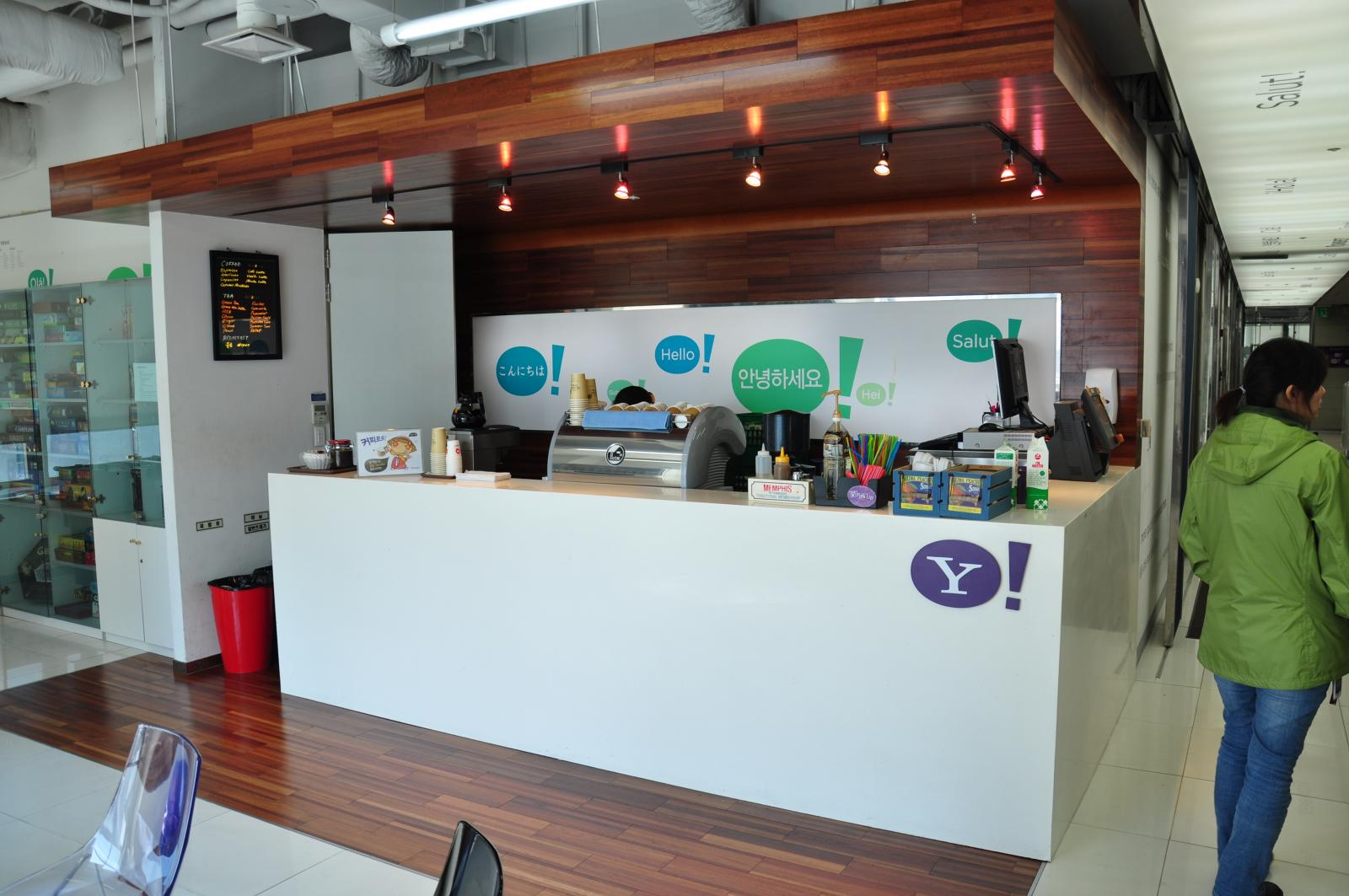
야후! 코리아의 사내 카페테리아

야후! 코리아는 야후!의 한국 법인 야후코리아 유한회사에서 운영하던 야후 한국어 웹 사이트이다. 1997년 9월 1일 웹 사이트의 첫 서비스를 개시했으며 사이트를 운영하기 위해 1997년 10월 6일 야후코리아㈜를 설립하였다. 이후 야후코리아㈜는 2007년 11월 20일 야후코리아 유한회사로 법인 종류와 상호명을 변경하였다. 야후 코리아는 1997년 미국 야후의 7번째 법인으로 서비스를 시작하였다. 당시 무료 웹 메일 서비스 및 초기 단계의 검색 서비스가 주를 이루었던 한국 인터넷 시장에서 야후 코리아는 검색 디렉터리 서비스를 선보여 이용자들의 큰 호응을 얻었다. 대한민국의 1세대 포털사이트 중 다음, 라이코스 코리아와 함께 가장 높은 점유율을 기록했던 포털이었다. 2003년까지 다음, 네이버와 함께 포털 점유율 TOP 3를 기록하며 많은 네티즌들을 끌어모았다. 2009년 1월 21일에 한국 비즈니스 총괄 사장으로 김대선 전 오버추어 코리아 한국비즈니스 영업부문 총괄본부장이 선임되었다. 2012년 10월 19일 야후 코리아 사업을 철수하기로 결정하였다. 야후 코리아 한국 지사인 야후코리아 유한회사는 2012년 12월 31일, 야후 코리아 웹사이트(www.yahoo.co.kr 또는 kr.yahoo.com)를 폐쇄하기로 결정했다. 그로 인해, 2013년 1월 1일부터 야후 코리아 사이트에 접속하면 미국 본사가 운영하는 야후닷컴 사이트로 자동 이동되며 야후 코리아의 도메인 소유권은 야후 본사로 이동되었다. 한국 법인 야후코리아 유한회사는 2013년 대표이사를 기존의 이경한에서 박철영으로 교체하며 회사 운영을 지속하였으나, 오버추어코리아와 함께 2014년 4월 30일자로 폐업하여 대한민국 사업을 철수하였다. 한편, 해당 사이트가 동서문화사의 <파스칼 세계대백과 사전>을 무단 도용하여 저작권을 침해하자 고정일 동서문화사 대표 등을 2000년 10월 서울형사 지방법원에 명예훼손죄로 형사신고했으나 무혐의 처리됐다.

## 연혁
- 1997년 9월 1일: 야후! 코리아 서비스 개시, 염진섭 사장 취임
- 1997년 10월 6일: 야후코리아㈜ 설립
- 1998년 9월 서비스 개시 1년 만에 1일 300만 페이지뷰 돌파
- 1999년 5월 미국 ABC 가입으로 트래픽 공인 인증
- 1999년 9월 국내 최초 하루 2000만 페이지뷰 돌파
- 2001년 9월 2002 FIFA 월드컵 TM 공식 후원사 선정
- 2004년 2월 자체 검색 엔진 YST(Yahoo! Search Technology) 적용
- 2004년 7월 지역 검색 '거기' 서비스 개시
- 2005년 3월 25일: 벤처 기업 지정
- 2005년 10월 멀티미디어 검색 '야미' 서비스 개시
- 2005년 12월 2006 FIFA 월드컵 공식 홈페이지 서비스 개시
- 2005년 12월 8일 야후! 코리아의 제안으로 Yahoo! Answers 서비스 개시
- 2006년 6월 G마켓 지분 10% 인수
- 2007년 2월 야후! 코리아와 야후! 자회사 오버추어 한국법인 오버추어 코리아 통합
- 2007년 4월 김정우 총괄대표 취임
- 2007년 11월 20일: 야후코리아 유한회사로 상호명 및 회사 형태 변경
- 2009년 1월 김대선 총괄대표 취임
- 2009년 12월 검색쿼리 다음이관
- 2013년 9월 27일: 야후코리아 웹 사이트 서비스 및 자회사 오버추어코리아(유) 웹 사이트 서비스 종료.
- 2013년: 대표이사 이경한 퇴임. 박철영 신규 대표이사로 취임.
- 2014년 4월 30일: 야후코리아 유한회사 폐업. 오버추어코리아(유) 폐업.

## 같이 보기
- 야후!
- 네이버
- 다음
- Bing
- MSN
- 조인스닷컴